# Nyord
Bản mẫu:Geobox Settlement

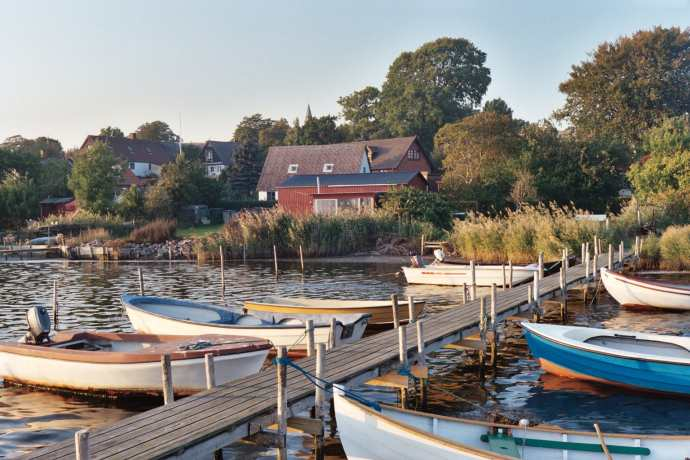
Làng Nyord

Nyord là 1 đảo nhỏ của Đan Mạch nằm trong Biển Baltic, ngay phía bắc đảo Møn và phía đông nam đảo Zealand. Nyord có diện tích khoảng 5 km², nhưng chỉ 1.2 km² là đất băng tích có thể cày cấy được, phần 4 km² là đất mặn có cỏ mọc, dùng để thả gia súc trong mùa hè, còn mùa đông thì thường bị ngập. Vùng đầm lầy này cũng là nơi cư trú của các loài ngỗng, vịt hoang cùng các loại chim biển khác. Có 1 tháp dành cho người quan sát chim.
Năm 1900, đảo có 360 cư dân, nay chỉ còn 50 người (1.1.2005). Phần lớn dân cư ngụ trong 1 làng mang cùng tên đảo với nhiều nhà lợp bằng rơm rạ theo cổ truyền. Có 1 nhà thờ hình bát giác, 1 nhà bảo tàng địa phương, 1 tiệm tạp hóa và 1 quán ăn tên Lolles Gård và 1 cảng nhỏ. Người dân trên đảo sống bằng nghề nông, đánh bắt cá. Từ năm 1721 tới 1879, một số dân cũng sống bằng nghề làm hoa tiêu tư hướng dẫn cho tàu bè qua lại vùng biển này, vì địa thế vùng nước quanh đảo khá trắc trở. Từ 1879 trở đi, nhà nước nắm dịch vụ hoa tiêu này và từ năm 1966 thì dịch vụ hoa tiêu bị bãi bỏ.

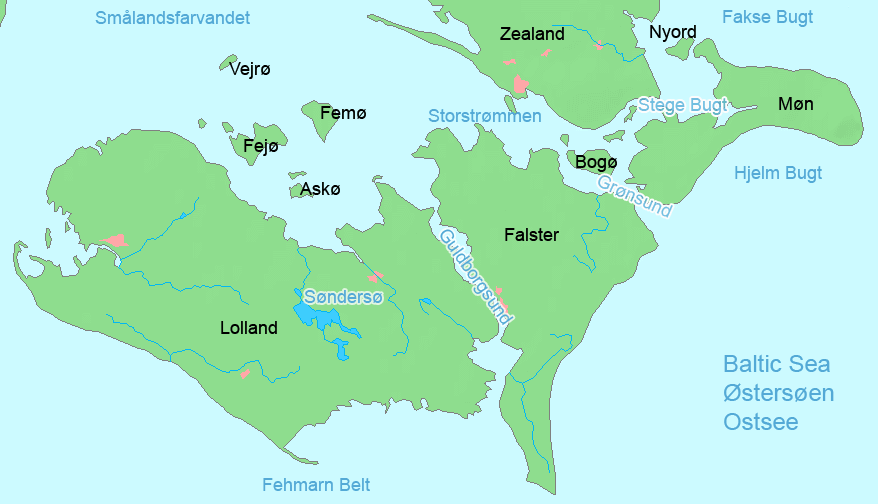
Nyord (upper right) between Møn & Zealand.

Về hành chính, Nyord trực thuộc thị xã Vordingborg và Vùng Zealand.
Về giao thông, có 1 đường đê và cầu hẹp 1 lằn xe nối với đảo Møn được xây dựng năm 1968 để thay cho tàu bưu điện Røret được sử dụng từ năm 1902. Tàu này quá hẹp nên bò và ngựa phải bơi dọc theo mạn tàu.

## Lịch sử
Trước kia, đảo thuộc quyền sở hữu của nhà vua Đan Mạch. Năm 1769 đất này được đem bán đấu giá và dân cư trên đảo đã mua được với giá 3.903 "rigsdaler" (tiền đúc bằng bạc thời đó). Trong cuộc chiến tranh gìũa Thụy Điển và Đan Mạch ở thế kỷ 17, Svend Gjønge (1610 - 1679) và quân của ông ta đã ẩn náu trên đảo này, sau đó bị lãnh chúa Christoffer Lindenow đuổi đi vì sợ thế lực Thụy Điển.

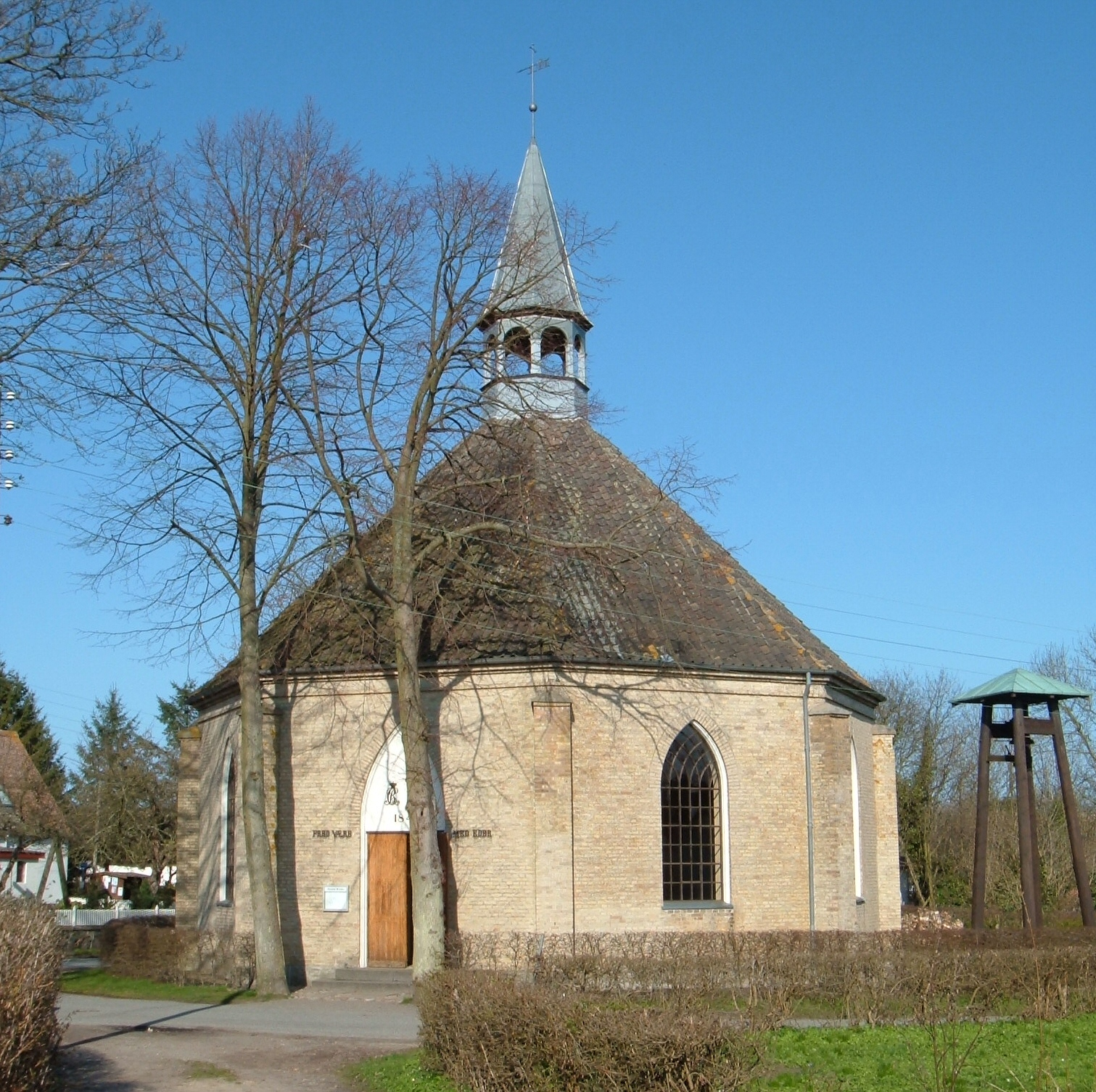
Nhà thờ Nyord
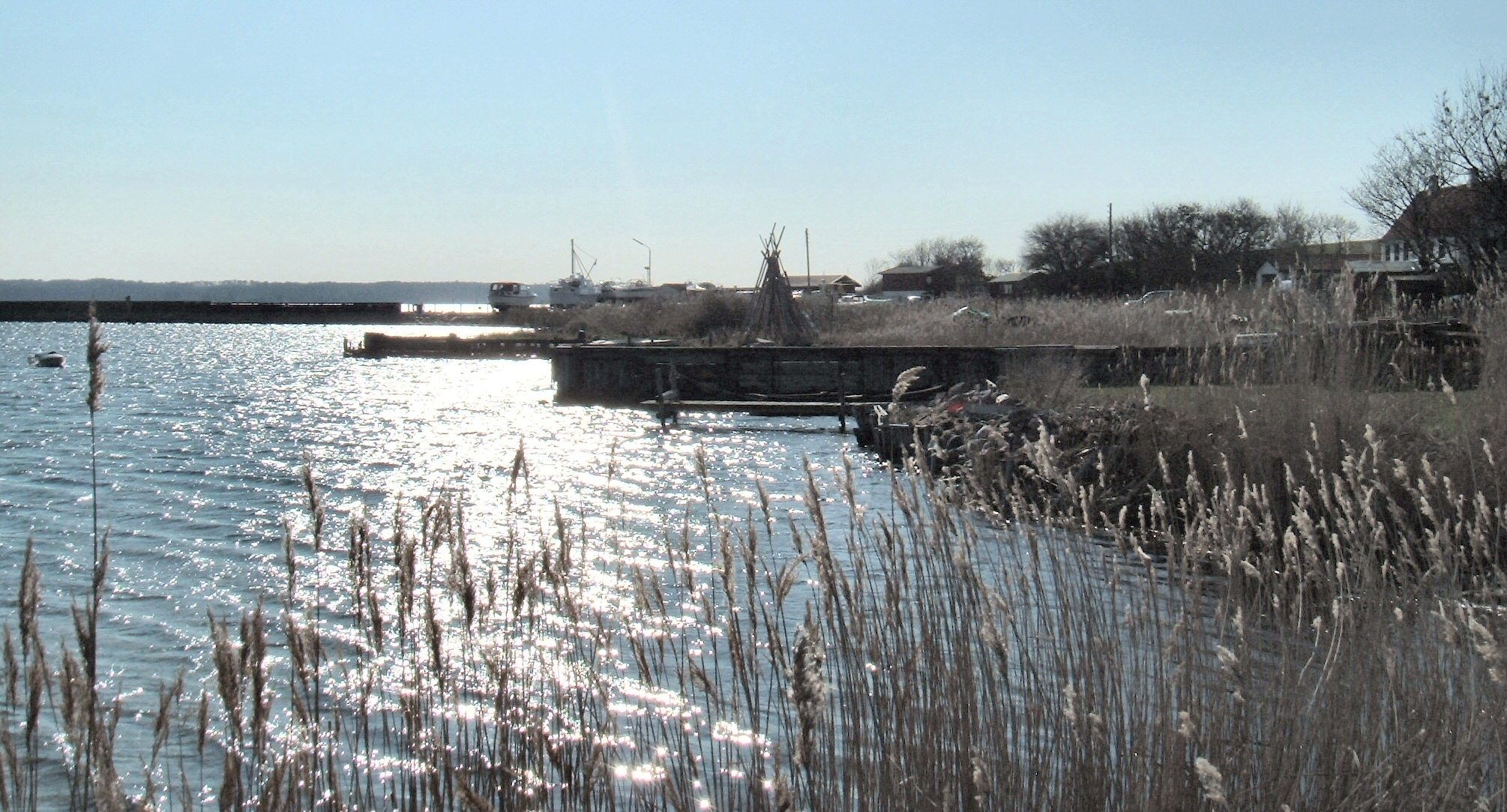
Cảnh nhìn dọc bờ biển về phía cảng
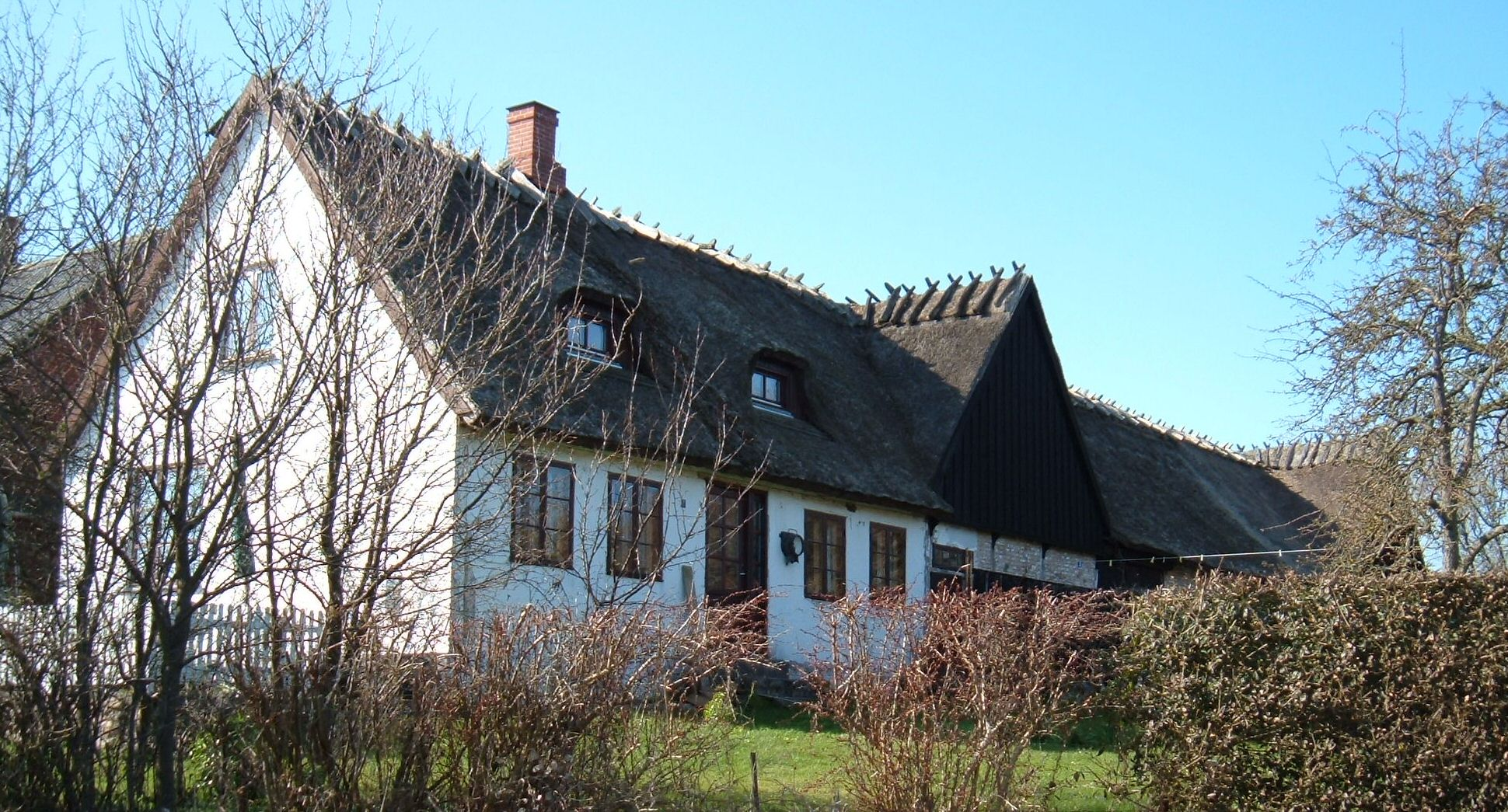
Nhà đặc trưng của Nyord